# Energia eòlica de gran altitud
L'energia eòlica de gran altitud (HAWP, de l'anglès high altitude wind power) ha estat concebuda com una font d'energia útil des que el 1833 John Etzler tingué la idea de capturar l'energia dels vents de gran altitud mitjançant la tecnologia de sogues i cables. S'ha elaborat un atlas dels recursos d'energia eòlica de gran altitud de tots els punts de la Terra.
S'han proposat diversos mecanismes per capturar l'energia cinètica del vent, com ara estels, balons captius, aeròstats, planadors, planadors amb turbines per vol regeneratiu, velers amb turbines o altres superfícies de sustentació, incloent-hi múltiples ancoratges basats a terra o en edificis. Una vegada s'ha derivat energia mecànica de l'energia cinètica del vent, existeixen moltes opcions per utilitzar-la: la tracció directa, la conversió en electricitat a l'aire o en una estació a terra, o la conversió a làser o microones per transmetre l'energia a altres aeronaus o receptors a terra. L'energia generada per un sistema de gran altitud es pot fer servir a l'aire o ser enviada a terra mitjançant cables conductors, força mecànica amb una soga, rotació d'un bucle linear infinit, el moviment de productes químics amb càrrega, el flux de gasos a alta o baixa pressió, o rajos làser o de microones.